# Эпиорнисовые
Эпиорнисовые (лат. Aepyornithidae, от греч. αιπος — высокий и греч. ορνις — птица) — семейство вымерших нелетающих птиц из клады бескилевых, единственное в отряде эпиорнисообра́зных (Aepyornithiformes). Обитали на Мадагаскаре в плейстоцене — голоцене до середины XVII века. Вымерли, вероятно, в результате охоты людей, выжигания лесов под сельхозугодья, а также климатических изменений. Наиболее поздние из ископаемых останков по данным радиоуглеродного анализа имеют возраст в районе 1000 лет назад.

## Описание

Человек, страус (красный), эпиорнис (сиреневый) и некоторые нептичьи тероподы

К эпиорнисовым относятся одни из самых крупных птиц, существовавших в историческое время. Мадагаскарский эпиорнис (Aepyornis maximus) достигал более трёх метров в высоту и массы до 450 кг, их яйца — 30—34 см в длину при объёме до 8—9 л, что в 160 раз превосходит размеры куриного яйца. Описаны ископаемые остатки восьми видов, принадлежащих к двум родам — собственно Aepyornis, включая A. hildebrandti, A. gracilis, A. medius, A. maximus, и Mullerornis. В ископаемом состоянии известны с плейстоцена. Последние эпиорнисовые были уничтожены человеком в XVII веке, они относились к виду Aepyornis maximus. Губернатор французской колонии на острове Мадагаскар в середине XVII века, Этьен де Флакур, сообщал, что, по словам туземцев, похожая на страуса птица ещё водилась в безлюдных районах. Крупнейшего представителя эпиорнисовых, который мог весить 640 кг (до 732 кг), выделили в отдельный род Vorombe (вид Vorombe titan), который был, возможно, крупнейшей из птиц, когда-либо живших на планете.
Анализ эндокранов видов Aepyornis maximus и Aepyornis hildebrandti показал, что зрительная кора у эпиорнисов была сильно уменьшена по сравнению с другими птицами, за исключением киви. Обонятельные луковицы у A. maximus были довольно большими, а у A. hildebrandti они были меньше, а значит у них было очень плохое зрение и они вели ночной образ жизни, полагаясь на обоняние. До появления человека на Мадагаскаре около 2000 лет назад естественных врагов у них практически не было, поэтому они были малоподвижными обитателями лесов, питаясь растительной пищей.

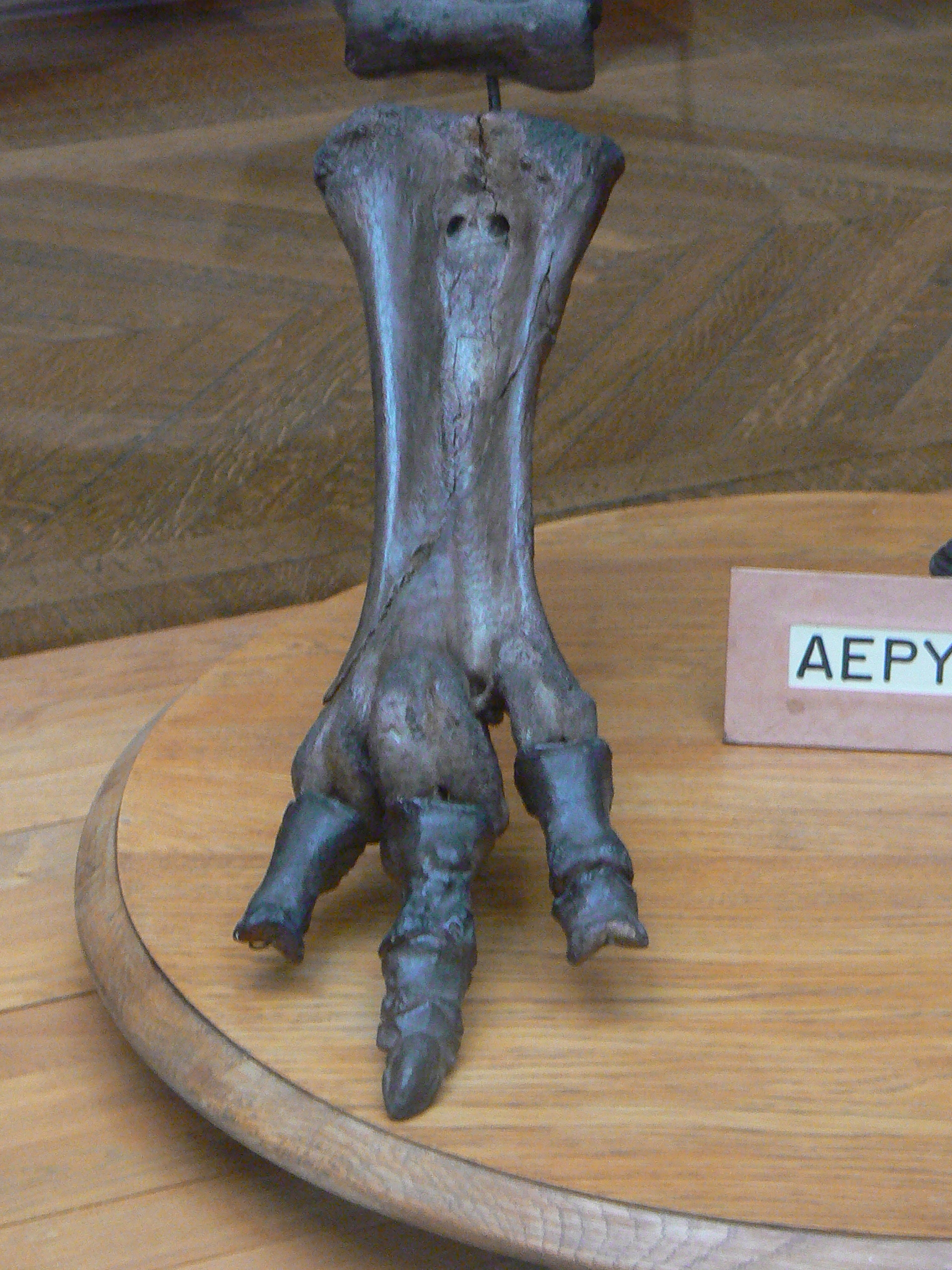
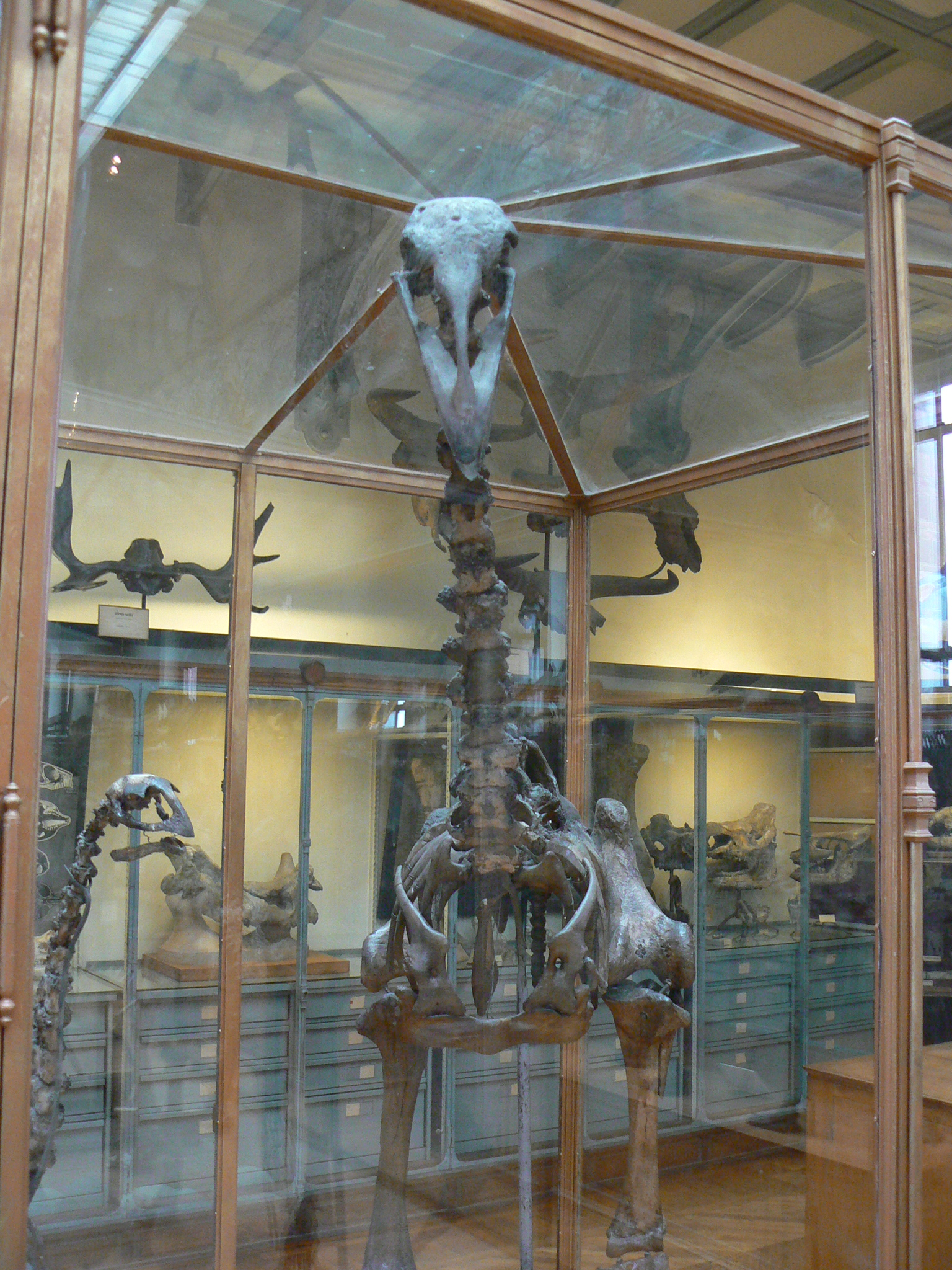
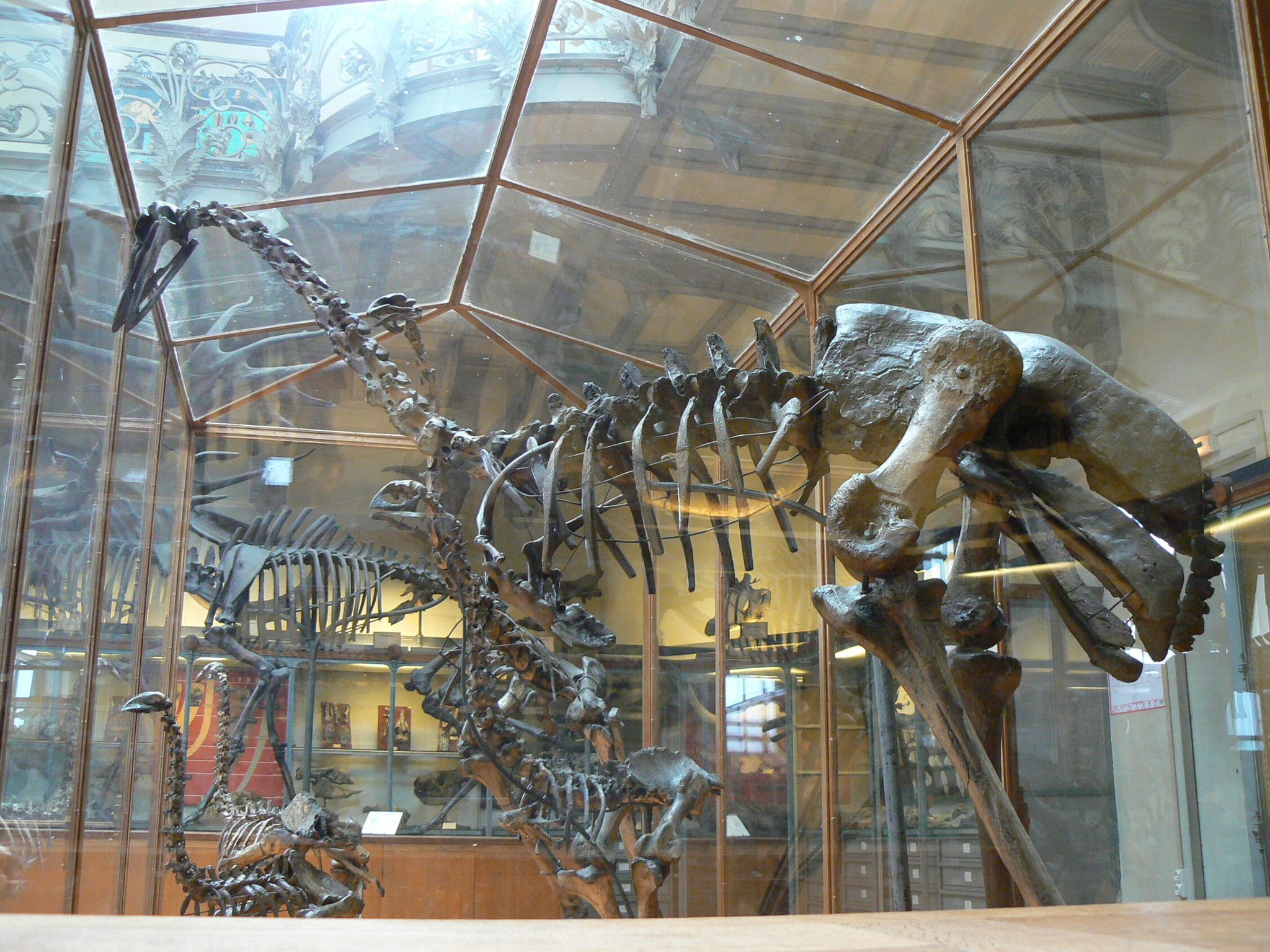
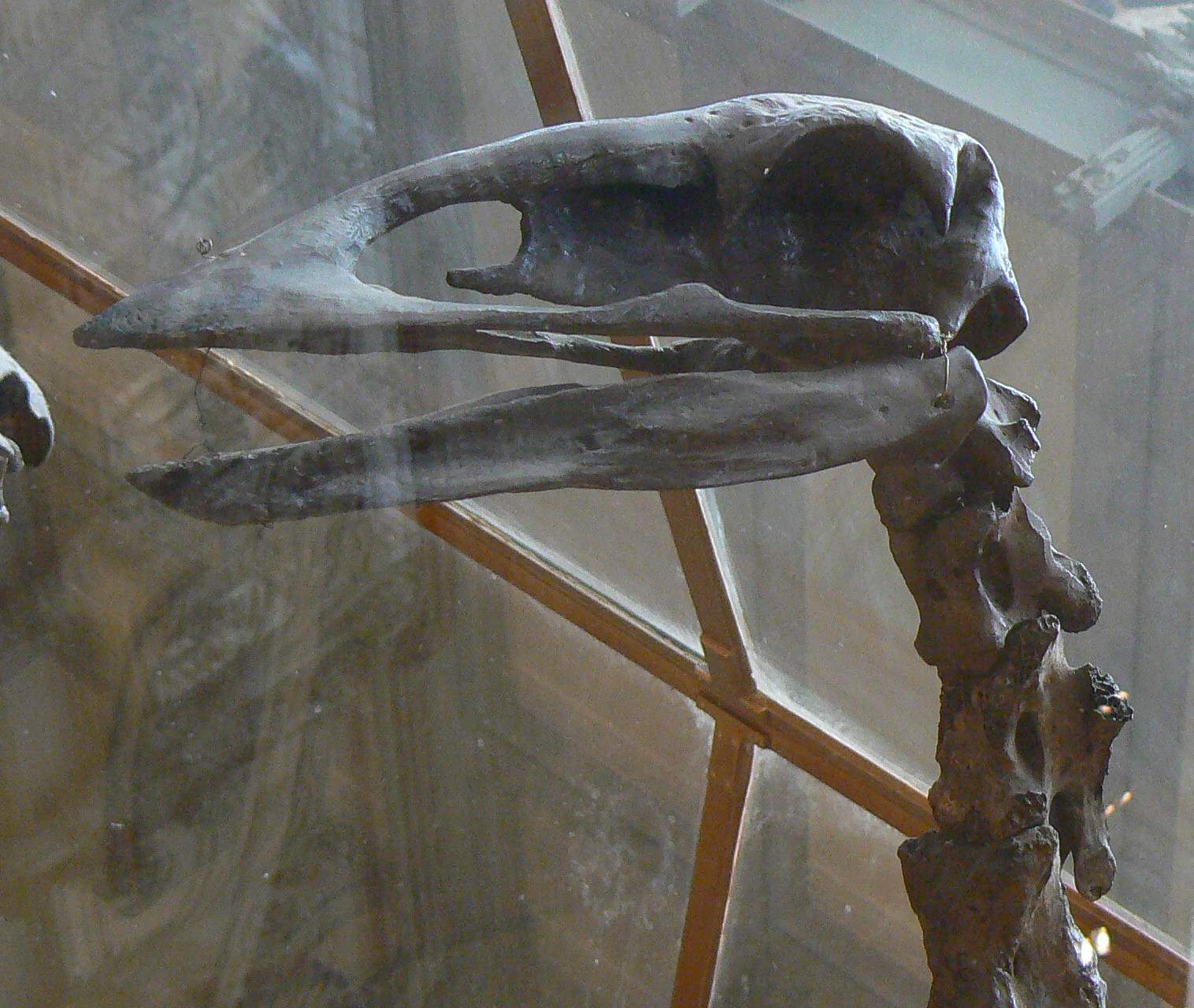
Череп

## Яйца
Несмотря на то, что слоновые птицы давно вымерли, было найдено около 70 их ископаемых яиц. Их фрагментированную скорлупу продолжают находить и до сих пор, в основном в аллювиальных отложениях на юге и юго-западе острова. Некоторые яйца выставлены в палеонтологических музеях вместе с найденными скелетами птиц.
Учёные из университета Мёрдока в Перте получили ДНК слоновой птицы из скорлупы яиц. Сравнение ДНК показало, что слоновая птица является ближайшим родственником современной нелетающей птицы киви, которая размером всего лишь с курицу.

## Виды
Как правило, в роде Aepyornis на сегодняшний день принимаются четыре вида: A. hildebrandti, A. gracilis, A. medius и A. maximus, но валидность некоторых из них оспаривается и многие авторы считают их всех принадлежащими к одному виду, A. maximus. Ещё, как правило, до трёх видов включают в Mullerornis. По состоянию на 2018 год признаны 4 вида в 3 родах: 2 вида в роде Aepyornis и по одному виду в родах Mullerornis и Vorombe. 
- Род Aepyornis — Эпиорнисы[20]

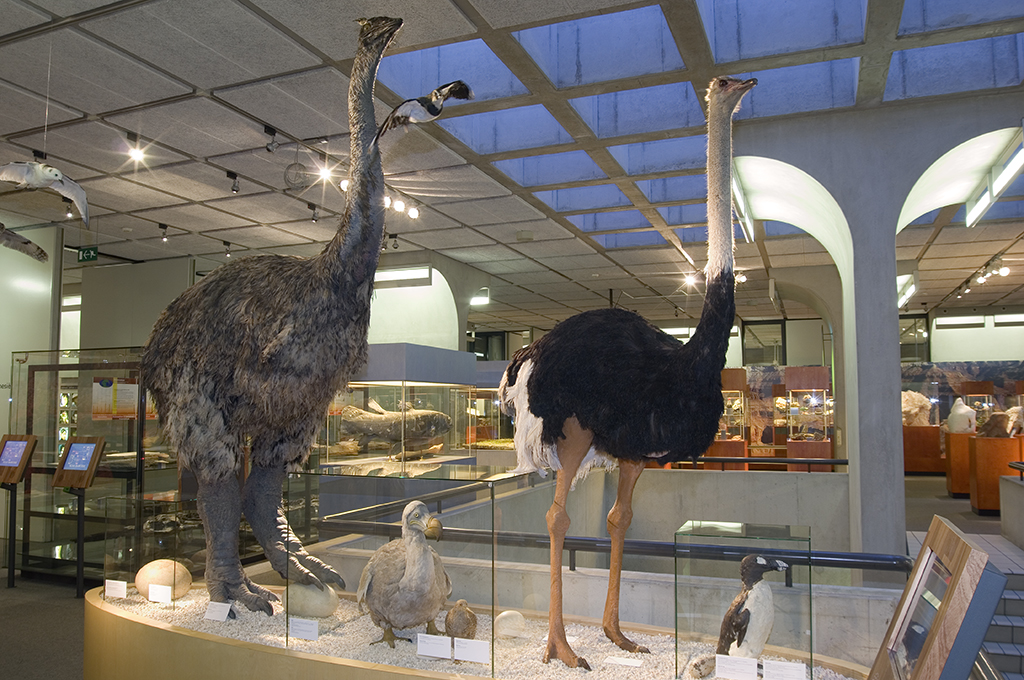
Эпиорнис в сравнении со страусом (справа)

  - Aepyornis gracilis (Monnier, 1913)[21]
  - Aepyornis hildebrandti (Burckhardt, 1893)[21]
  - Aepyornis mulleri (Milne-Edwards & Grandidier, 1894)
  - Aepyornis maximus (Hilaire, 1851) — Мадагаскарский эпиорнис[21]
  - Aepyornis modestus (Milne-Edwards & Grandidier, 1869)
  - Aepyornis medius (Milne-Edwards & Grandidier, 1866)[21]
  - Aepyornis grandidieri (Rowley, 1867)
  - Aepyornis cursor (Milne-Edwards & Grandidier, 1894)
  - Aepyornis lentus (Milne-Edwards & Grandidier, 1894)
- Род Mullerornis
  - Mullerornis betsilei (Milne-Edwards & Grandidier, 1894)[21]
  - Mullerornis agilis (Milne-Edwards & Grandidier, 1894)[21]
  - Mullerornis rudis (Milne-Edwards & Grandidier, 1894)[18][21][22]
    - Flacourtia rudis (Andrews, 1894)
- Род Vorombe
  - Vorombe titan (Hansford & Turvey, 2018)[4] (Aepyornis titan (Andrews, 1894); Aepyornis ingens (Milne-Edwards & Grandidier, 1894))

## Культурные аллюзии
Считается, что сведения о гигантских птицах с Мадагаскара послужили источником для легенд о птице Рух из «Тысячи и одной ночи».
В рассказе Герберта Уэллса «Остров Эпиорниса» (1894) главный герой оказывается на необитаемом острове один на один с выведенной им из яйца гигантской птицей, которая впоследствии оказывается новым видом этпиорнисов.